# تفاوت المعلومات

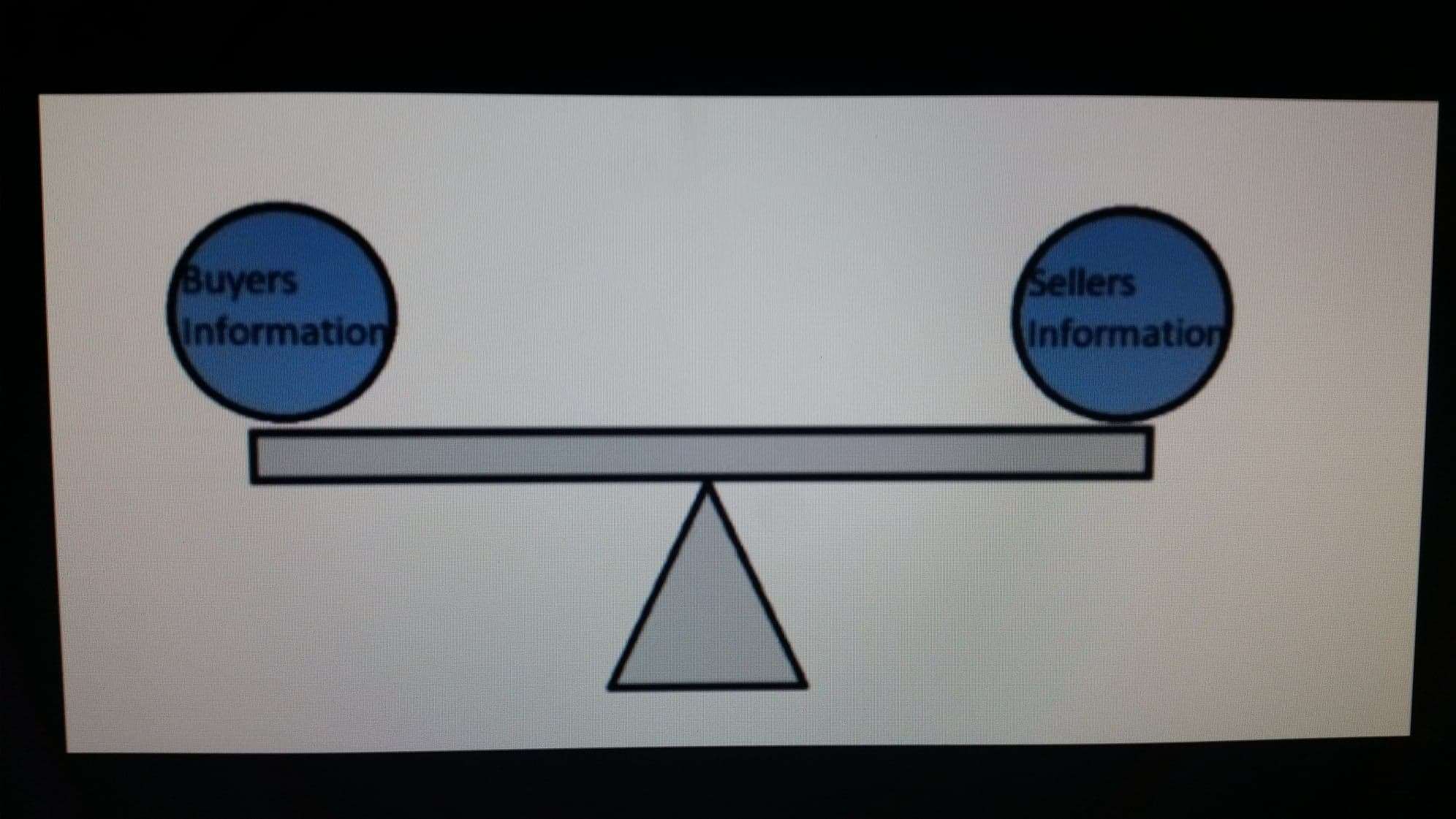
توازن القوى مع المعلومات المثالية

في نظرية العقد والاقتصاد، يعرف تفاوت المعلومات بأنه دراسة القرارات في المعاملات التي يكون فيها أحد الطرفين لديه معلومات أكثر أو أفضل من الآخر. هذا التفاوت والتباين يخلق عدم توازن للقوى في المعاملات وقد يكون في بعض الأحيان سبباً في ضياع المعاملات، وهو نوع من إخفاقات السوق في أسوأ الأحوال. الأمثلة على هذه المشكلة تشمل الاختيار السالب والمخاطر الأخلاقية واحتكارات المعرفة.